# Bâtiment du palais épiscopal à Požarevac
Le bâtiment du palais épiscopal à Požarevac (en serbe cyrillique : Зграда Епископског двора у Пожаревцу ; en serbe latin : Zgrada Episkopskog dvora u Požarevcu) se trouve à Požarevac, dans le district de Braničevo, en Serbie. Il est inscrit sur la liste des monuments culturels protégés de la république de Serbie (identifiant no SK 1721).

## Vieux palais (Stari dvor)
Le bâtiment du vieux palais épiscopal a été construit en 1882 dans la « čaršija de l'église » qui s'est formée à l'époque du prince Miloš Obrenović avec la construction de l'église des Saints-Archanges en 1819. Le palais a été conçu par l'ingénieur de la municipalité Nikola Pašić, qui, plus tard, est devenu une importante personnalité politique de Serbie. Il est caractéristique du style néo-classique auquel se mêlent des éléments néo-Renaissance.
Les façades se signalent par leur symétrie. Le centre de la façade principale est mis en valeur par l'entrée surmontée d'un balcon. Horizontalement, les façades latérales sont marquées par des plinthes accentuées. Les façades donnant sur la cour et la rue sont décorées par du mortier imitant des blocs de pierres ; les angles du bâtiment sont eux aussi dotés de blocs imitant la pierre.

## Nouveau palais (Novi dvor)
Dans les années 1930, la construction d'un nouveau palais épiscopal a été entreprise selon un projet de l'architecte Momir Korunović. Ce bâtiment doté d'un rez-de-chaussée et d'un étage prend la forme de la lettre cyrillique « Е » ; de dimensions colossales un peu massives, il est caractéristique du style résidentiel serbo-byzantin.
Terminé seulement avant la Seconde Guerre mondiale, il n'a jamais rempli la fonction à laquelle il était destiné. Il abrite aujourd'hui un commandement militaire.
Dans la dernière décennie du XXe siècle, un troisième palais épiscopal a été construit sur le même terrain.